# Trachyota cavipennis
Trachyota cavipennis är en skalbaggsart som först beskrevs av Leconte 1866.  Trachyota cavipennis ingår i släktet Trachyota och familjen kortvingar. Inga underarter finns listade i Catalogue of Life.